# 国際連合憲章
国際連合憲章（、英: Charter of the United Nations）は、国際連合の設立根拠となる条約。略称は国連憲章（こくれんけんしょう、英: UN Charter）。
1973年9月までに3回の改正を経ており、以降は改正されていない。

## 経緯
- 1944年8～10月 - アメリカ合衆国、イギリス、ソビエト連邦、中華民国の政府代表がワシントンD.C.郊外のダンバートン・オークスで会議を開き（ダンバートン・オークス会議）、憲章の原案となる「一般的国際機構設立に関する提案」を作成
- 1945年6月26日 - サンフランシスコ会議において、51ヶ国により署名
- 1945年10月24日 - ソ連の批准により、安保理常任理事国5ヶ国とその他の署名国の過半数の批准書が揃い、第110条により効力発生

## 国際連合憲章（抜粋）
国際連合憲章の全文は外部リンク節に示す文書を参照されたい。
なお、発足当初の国連公用語である英語、フランス語、ロシア語、中国語、スペイン語の5カ国語で書かれたものだけが正文として認められていて、外部リンク先にある日本語訳は日本の外務省によるもので正文や公定訳文ではない（日本語訳が必ずしも正確ではないと見なされる例：第10章「経済社会理事会」第71条中の「民間団体」は英語正文では「non-governmental organizations（非政府組織、NGO）」）。

### 構成
- 前文
- 第01章 目的及び原則
- 第02章（英語版） 加盟国の地位
- 第03章（英語版） 機関
- 第04章（英語版） 総会
- 第05章（英語版） 安全保障理事会
- 第06章（英語版） 紛争の平和的解決
- 第07章 平和に対する脅威、平和の破壊及び侵略行為に関する行動
- 第08章（英語版） 地域的取極
- 第09章（英語版） 経済的及び社会的国際協力
- 第10章（英語版） 経済社会理事会
- 第11章（英語版） 非自治地域に関する宣言
- 第12章（英語版） 国際信託統治制度
- 第13章（英語版） 信託統治理事会
- 第14章（英語版） 国際司法裁判所
- 第15章（英語版） 事務局
- 第16章（英語版） 雑則
- 第17章（英語版） 安全保障の過渡的規定
- 第18章（英語版） 改正（英語版）
- 第19章 批准及び署名

### 国際連合憲章第29条
この規定に基づき、1993年には旧ユーゴスラビア国際刑事裁判所が、1994年にはルワンダ国際刑事裁判所が安全保障理事会の決議に基づいて設置された。

### 国際連合憲章第9章
この第57条と経済社会理事会に関する第10章の第63条の規定に従って国際連合の各専門機関が設けられている。

## 関連文献
- アラン・プレ、ジャン=ピエール・コット 著、中原喜一郎、斎藤惠彦 （監訳） 訳『コマンテール国際連合憲章 —国際連合憲章逐条解説—』 上、東京書籍、1993年5月24日。ISBN 4-487-74638-8。(要登録)
- アラン・プレ、ジャン=ピエール・コット 著、中原喜一郎、斎藤惠彦 （監訳） 訳『コマンテール国際連合憲章 —国際連合憲章逐条解説—』 下、東京書籍、1993年5月24日。ISBN 4-487-74638-8。(要登録)